# Stegastes albifasciatus
Stegastes albifasciatus es una especie de peces de la familia Pomacentridae en el orden de los Perciformes.

## Morfología
Los machos pueden llegar alcanzar los 13 cm de longitud total.

## Hábitat
Es un pez de mar.

## Distribución geográfica
Se encuentra desde las Seychelles y Reunión hasta las Islas de la Línea, las Tuamotu, las Islas Ryukyu y Nueva Caledonia.